# Olympische Sommerspiele 1988/Demonstrationssportarten und Vorführungen
Bei den Olympischen Sommerspielen 1988 in Seoul gab es drei Demonstrationssportarten und drei Vorführungssportarten. Die Demonstrationssportarten waren in Seoul Baseball und Taekwondo. Der Status der Frauenwettbewerbe im Judo ist nicht eindeutig klar, sie können als Demonstrationssportart neben Taekwondo und Baseball angesehen werden, wurden aber vom IOC aber auch teils einfach als Ergänzungen des Programms betrachtet. Die Vorführungen waren  Rollstuhlrennen, Bowling und Badminton.

## Demonstrationssportarten

### Baseball
| Platz | Land               | Mannschaft |
| ----- | ------------------ | --- |
| 1     | Vereinigte Staaten | Ty Griffin, Bret Barberie, Mike Fiore, Robin Ventura, Tino Martinez, Ted Wood, Jeff Branson, Billy Masse, Tom Goodwin, Ed Sprague, Mickey Morandini, Dave Silvestri, Doug Robbins, Scott Servais, Jim Abbott, Andy Benes, Ben McDonald, Mike Milchin, Charles Nagy, Joe Slusarski                                                        |
| 2     | Japan              | Hiroki Katsuragi, Kunji Yonezaki, Kenjirō Nomura, Masafumi Nishi, Daisuke Tsutsui, Terushi Nakajima, Tekeshi Omori, Hirofumi Ogawa, Yasushi Matsumoto, Atsuya Furuta, Atsuyoshi Otake, Makoto Maeda, Kenji Tomashino, Hideo Nomo, Tetsuya Shiozaki, Tetsu Suzuki, Tomio Watanabe, Shuji Yoshida                                          |
| 3     | Puerto Rico        | Jorge Robles, Abimael Rosario, Luis Ramos Torres, Angel Morales, Efrain Garcia, Benedicto Poupart, Anthony Garcia, Albert Bracero, Eddie Horrio, Luis O. Dávila, José Lorenzana, Roberto Santana, Roberto Mateo, Elliot Chianchini, Jesús Feliciano, James Figueroa, Víctor L. Martínez, José Melendez, Mariano Quinones, Wilfredo Velez |

### Taekwondo

#### Herren

##### Nadelgewicht (50 kg)
| Platz | Land               | Athlet            |
| ----- | ------------------ | ----------------- |
| 1     | Südkorea           | Kwon Tae-ho       |
| 2     | Vereinigte Staaten | Juan Moreno       |
| 3     | Mexiko             | Enrique Torroella |
| 3     | Nepal              | Bidhan Lama       |

##### Fliegengewicht (54 kg)
| Platz | Land        | Athlet              |
| ----- | ----------- | ------------------- |
| 1     | Südkorea    | Ha Tae-kyung        |
| 2     | Spanien     | Gabriel García      |
| 3     | Jordanien   | Ihsan Abushekha     |
| 3     | Niederlande | Mustapha Moutarazak |

##### Bantamgewicht (58 kg)
| Platz | Land               | Athlet        |
| ----- | ------------------ | ------------- |
| 1     | Südkorea           | Ji Yong-suk   |
| 2     | Spanien            | José Sanabria |
| 3     | Vereinigte Staaten | Lee Han Won   |
| 3     | Iran               | Feisal Danesh |

##### Federgewicht (64 kg)
| Platz | Land          | Athlet           |
| ----- | ------------- | ---------------- |
| 1     | Südkorea      | Chang Myung-sam  |
| 2     | Türkei        | Cengiz Yağız     |
| 3     | Saudi-Arabien | Ibrahim Al Gafar |
| 3     | Jordanien     | Samer Kamal      |

##### Leichtgewicht (70 kg)
| Platz | Land               | Athlet             |
| ----- | ------------------ | ------------------ |
| 1     | Südkorea           | Park Bong-kwon     |
| 2     | Spanien            | José Maria Sánchez |
| 3     | Vereinigte Staaten | Greg Baker         |
| 3     | Mexiko             | Manuel Jurardo     |

##### Weltergewicht (76 kg)
| Platz | Land               | Athlet          |
| ----- | ------------------ | --------------- |
| 1     | Südkorea           | Chung Kook-hyun |
| 2     | Italien            | Luigi D’Oriano  |
| 3     | Vereinigte Staaten | Jay Warwick     |
| 3     | Chinesisch Taipeh  | Wu Tsung Che    |

##### Mittelgewicht (83 kg)
| Platz | Land           | Athlet          |
| ----- | -------------- | --------------- |
| 1     | Südkorea       | Lee Kye-haeng   |
| 2     | Ägypten        | Amr Hussein     |
| 3     | BR Deutschland | Markus Woznicki |
| 3     | Türkei         | Metin Sahin     |

##### Schwergewicht (+83 kg)
| Platz | Land               | Athlet            |
| ----- | ------------------ | ----------------- |
| 1     | Vereinigte Staaten | Jimmy Kim         |
| 2     | Südkorea           | Kim Jong-suk      |
| 3     | Spanien            | José Luis Àlvarez |
| 3     | BR Deutschland     | Michael Arndt     |

#### Damen

##### Nadelgewicht (43 kg)
| Platz | Land              | Athlet              |
| ----- | ----------------- | ------------------- |
| 1     | Chinesisch Taipeh | Chin Yu Fang        |
| 2     | Südkorea          | Lee Hwa-jin         |
| 3     | Malaysia          | Vasugi Marathamuthu |
| 3     | Mexiko            | Monica Torres       |

##### Fliegengewicht (47 kg)
| Platz | Land               | Athlet               |
| ----- | ------------------ | -------------------- |
| 1     | Südkorea           | Choo Nam-yul         |
| 2     | Spanien            | Maria Angela Naranjo |
| 3     | Vereinigte Staaten | Mayumi Pejo          |
| 3     | Chinesisch Taipeh  | Pai Yun Yao          |

##### Bantamgewicht (51 kg)
| Platz | Land               | Athlet         |
| ----- | ------------------ | -------------- |
| 1     | Chinesisch Taipeh  | Chen Yi An     |
| 2     | Vereinigte Staaten | Debra Holloway |
| 3     | Spanien            | Josefina López |
| 3     | Südkorea           | Park Sun-young |

##### Federgewicht (55 kg)
| Platz | Land     | Athlet            |
| ----- | -------- | ----------------- |
| 1     | Dänemark | Mette Christensen |
| 2     | Türkei   | Zuleytan Tan      |
| 3     | Südkorea | Kim So-young      |
| 3     | Spanien  | Amparo Dolls      |

##### Leichtgewicht (60 kg)
| Platz | Land               | Athlet            |
| ----- | ------------------ | ----------------- |
| 1     | Vereinigte Staaten | Dana Hee          |
| 2     | Dänemark           | Karin Schwarz     |
| 3     | Südkorea           | Chen Jiun-feng    |
| 3     | Niederlande        | Jolanda Van Duren |

##### Weltergewicht (65 kg)
| Platz | Land               | Athlet        |
| ----- | ------------------ | ------------- |
| 1     | Vereinigte Staaten | Arlene Limas  |
| 2     | Südkorea           | Kim Ji-sook   |
| 3     | Spanien            | Coral Bistuer |
| 3     | BR Deutschland     | Sonny Seidel  |

##### Mittelgewicht (70 kg)
| Platz | Land               | Athlet              |
| ----- | ------------------ | ------------------- |
| 1     | Südkorea           | Kim Hyun-hee        |
| 2     | Niederlande        | Margarethe de Jongh |
| 3     | Vereinigte Staaten | Sharon Jewell       |
| 3     | Spanien            | Elena Navaz         |

##### Schwergewicht (+70 kg)
| Platz | Land               | Athlet          |
| ----- | ------------------ | --------------- |
| 1     | Vereinigte Staaten | Lynette Love    |
| 2     | Südkorea           | Jang Yoon-jung  |
| 3     | BR Deutschland     | Ute Guester     |
| 3     | Kanada             | Yvonne Franssen |

### Judo

#### Extraleichtgewicht (48 kg)
| Platz | Land                | Athlet        |
| ----- | ------------------- | ------------- |
| 1     | Volksrepublik China | Li Zhongyun   |
| 2     | Japan               | Fumiko Esaki  |
| 3     | Südkorea            | Cho Min-sun   |
| 3     | Australien          | Julie Reardon |

#### Halbleichtgewicht (52 kg)
| Platz | Land                   | Athlet            |
| ----- | ---------------------- | ----------------- |
| 1     | Vereinigtes Königreich | Sharon Rendle     |
| 2     | Frankreich             | Dominique Brun    |
| 3     | Japan                  | Kaori Yamaguchi   |
| 3     | Italien                | Alessandra Giungi |

#### Leichtgewicht (56 kg)
| Platz | Land                | Athlet           |
| ----- | ------------------- | ---------------- |
| 1     | Australien          | Suzanne Williams |
| 2     | Volksrepublik China | Liu Guizhu       |
| 3     | Frankreich          | Catherine Arnaud |
| 3     | BR Deutschland      | Regina Philips   |

#### Halbmittelgewicht (61 kg)
| Platz | Land                   | Athlet                |
| ----- | ---------------------- | --------------------- |
| 1     | Vereinigtes Königreich | Diane Bell            |
| 2     | Vereinigte Staaten     | Lynn Roethke          |
| 3     | Japan                  | Noriko Mochida        |
| 3     | Polen                  | Bogusława Olechnowicz |

#### Mittelgewicht (66 kg)
| Platz | Land       | Athlet           |
| ----- | ---------- | ---------------- |
| 1     | Japan      | Hikari Sasaki    |
| 2     | Frankreich | Brigitte Deydier |
| 3     | Südkorea   | Park Ji-young    |
| 3     | Österreich | Roswitha Hartl   |

#### Halbschwergewicht (72 kg)
| Platz | Land           | Athlet           |
| ----- | -------------- | ---------------- |
| 1     | Belgien        | Ingrid Berghmans |
| 2     | Südkorea       | Bae Mi-jung      |
| 3     | Japan          | Yōko Tanabe      |
| 3     | BR Deutschland | Barbara Claßen   |

#### Schwergewicht (+72 kg)
| Platz | Land                | Athlet                |
| ----- | ------------------- | --------------------- |
| 1     | Niederlande         | Angelique Seriese     |
| 2     | Volksrepublik China | Gao Fenglian          |
| 3     | Vereinigte Staaten  | Margaret Castro-Gomez |
| 3     | BR Deutschland      | Regina Sigmund        |

## Vorführungen

### Badminton
Alle Resultate und der Medaillenspiegel sind unter Olympische Sommerspiele 1988/Badminton auffindbar.

#### Herreneinzel
| Platz | Land                | Athlet        |
| ----- | ------------------- | ------------- |
| 1     | Volksrepublik China | Yang Yang     |
| 2     | Indonesien          | Icuk Sugiarto |
| 3     | Südkorea            | Park Sung-bae |

#### Herrendoppel
| Platz | Land                | Athlet                         |
| ----- | ------------------- | ------------------------------ |
| 1     | Volksrepublik China | Li Yongbo, Tian Bingyi         |
| 2     | Südkorea            | Lee Sang-bok, Lee Kwang-jin    |
| 3     | Japan               | Shuji Matsuno, Shinji Matsuura |

#### Dameneinzel
| Platz | Land                | Athlet          |
| ----- | ------------------- | --------------- |
| 1     | Südkorea            | Hwang Hye-young |
| 2     | Volksrepublik China | Han Aiping      |
| 3     | Japan               | Sumiko Kitada   |

#### Damendoppel
| Platz | Land                | Athlet                     |
| ----- | ------------------- | -------------------------- |
| 1     | Südkorea            | Chung So-young, Kim Yun-ja |
| 2     | Volksrepublik China | Lin Ying, Guan Weizhen     |
| 3     | Dänemark            | Dorte Kjær, Nettie Nielsen |

#### Mixed
| Platz | Land                | Athlet                         |
| ----- | ------------------- | ------------------------------ |
| 1     | Südkorea            | Park Joo-bong, Chung Myung-hee |
| 2     | Volksrepublik China |                                |
| 3     | Hongkong            |                                |

### Bowling

#### Herren
| Platz | Land     | Athlet         | Punkte |
| ----- | -------- | -------------- | ------ |
| 1     | Südkorea | Kwon Jong-ryul | 2435   |
| 2     | Singapur | Chin Jack Loke | 2333   |
| 3     | Finnland | Tapani Peltola | 2274   |

#### Damen
| Platz | Land        | Athlet           | Punkte |
| ----- | ----------- | ---------------- | ------ |
| 1     | Philippinen | Arianne Cerdena  | 2354   |
| 2     | Finnland    | Annikki Maattola | 2315   |
| 3     | Japan       | Atsuko Asai      | 2281   |

### Rollstuhlrennen

#### Herren
| Platz | Land               | Athlet           |
| ----- | ------------------ | ---------------- |
| 1     | Frankreich         | Mustapha Badid   |
| 2     | Belgien            | Paul van Winkel  |
| 3     | Vereinigte Staaten | Craig Blanchette |

#### Damen
| Platz | Land               | Athlet               |
| ----- | ------------------ | -------------------- |
| 1     | Vereinigte Staaten | Sharon Hedrick       |
| 2     | Dänemark           | Connie Hansen        |
| 3     | Vereinigte Staaten | Candace Cable-Brooks |